# Rotary Motor Vehicle Company
Rotary Motor Vehicle Company war ein US-amerikanischer Hersteller von Automobilen.

## Unternehmensgeschichte
E. R. Porter, N. S. H. Sanders und W. R. Whiting gründeten das Unternehmen im Dezember 1899. Es gehörte zum Motorenhersteller American Rotary Engine Company. Der Sitz war in Boston in Massachusetts. Erst 1903 begann die Produktion von Automobilen. Der Markenname lautete Rotary. 1905 endete die Produktion.
Es gab keine Verbindung zur Bournonville Motors Company, die ein paar Jahre später den gleichen Markennamen verwendete.

## Fahrzeuge
Abweichend von Firmierung und Markennamen hatten die Fahrzeuge keinen echten Umlaufmotor. Es war ein Einzylindermotor mit zwei Pleuelstangen und zwei Kurbelwellen, die sich in entgegengesetzte Richtungen drehten. Er leistete 8 PS. Die Motorleistung wurde über eine Kardanwelle an die Hinterachse übertragen. Zur Wahl standen ein zweisitziger Runabout mit Drahtspeichenrädern für 1250 US-Dollar und ein viersitziger Tonneau mit Holzfelgen für 1500 Dollar.